# Barreiras Airport
Barreiras Airport är en flygplats i Brasilien.   Den ligger i kommunen Barreiras och delstaten Bahia, i den östra delen av landet, 500 km nordost om huvudstaden Brasília. Barreiras Airport ligger 751 meter över havet.
Terrängen runt Barreiras Airport är kuperad åt sydväst, men åt nordost är den platt. Barreiras Airport ligger uppe på en höjd. Runt Barreiras Airport är det glesbefolkat, med 16 invånare per kvadratkilometer.. Närmaste större samhälle är Barreiras, 8,5 km söder om Barreiras Airport.
Omgivningarna runt Barreiras Airport är huvudsakligen savann.